# Antonov An-148
An-148 är ett jetdrivet tvåmotorigt flygplan som flög för första gången 2004 och sattes in i reguljärtrafik 2009. Det är till och med 2017 tillverkat i 43 exemplar (varav 37 är i drift) av Antonov i Ukraina och även i Ryssland; ytterligare produktion är inte planerad. Planet flyger passagerare i Ryssland för flygbolaget Rossija som tidigare hette Pulkovo; även Aeroflot har beställt detta plan.
En förlängd variant som kallas An-158 flög första gången den 28 april 2010 – den fick rysk licens i mars 2011.

## Olyckor
- Den 5 mars 2011 havererade en An-148 under testflygning – flera dödsoffer krävdes, bland andra två burmesiska medborgare. Planet skulle ha levererats till Burma.
- Den 24 februari 2012 tappade en An-148 vänstra hjulet i vänstra hjulparet vid start från Berlins flygplats. Piloterna lyckades dock nödlanda utan skador[3]
- Den 11 februari 2018 exploderade en An-148 i luften strax efter avfärd från Domodedovo flygplats i Moskva. Alla 71 personer ombord omkom.[4]

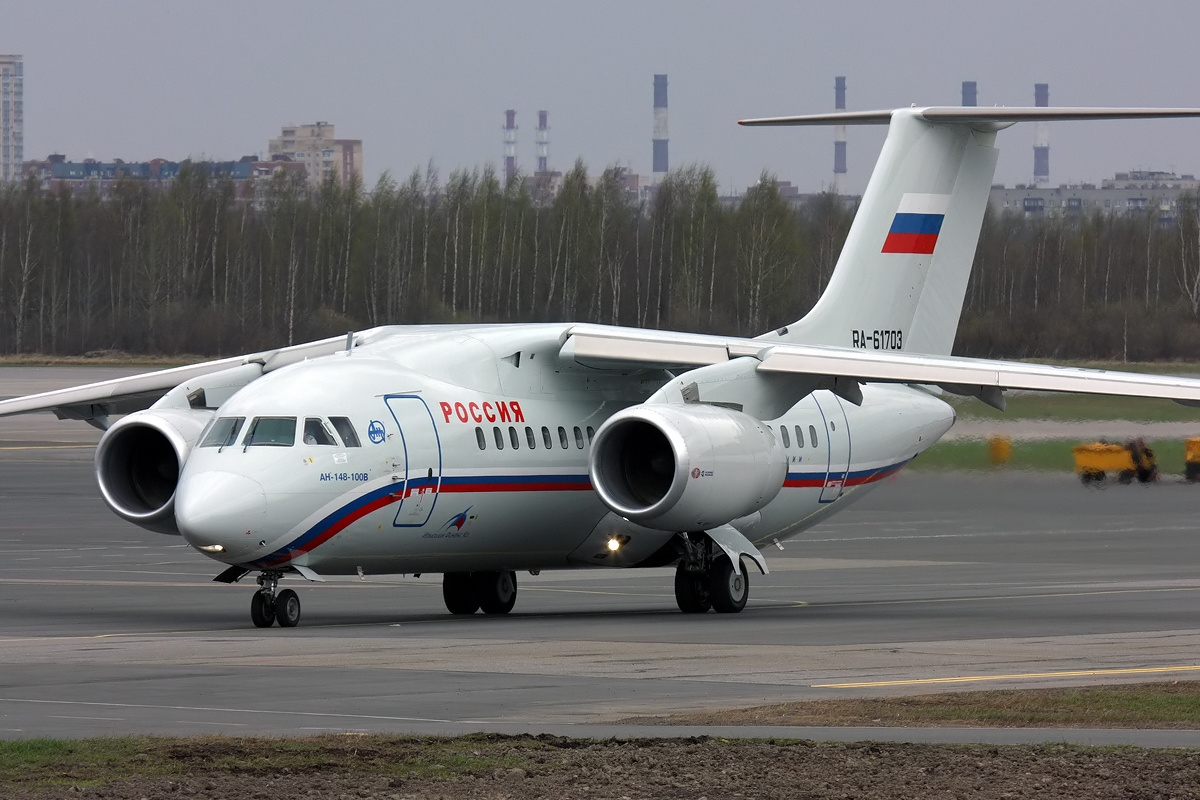
Antonov An-148-100B
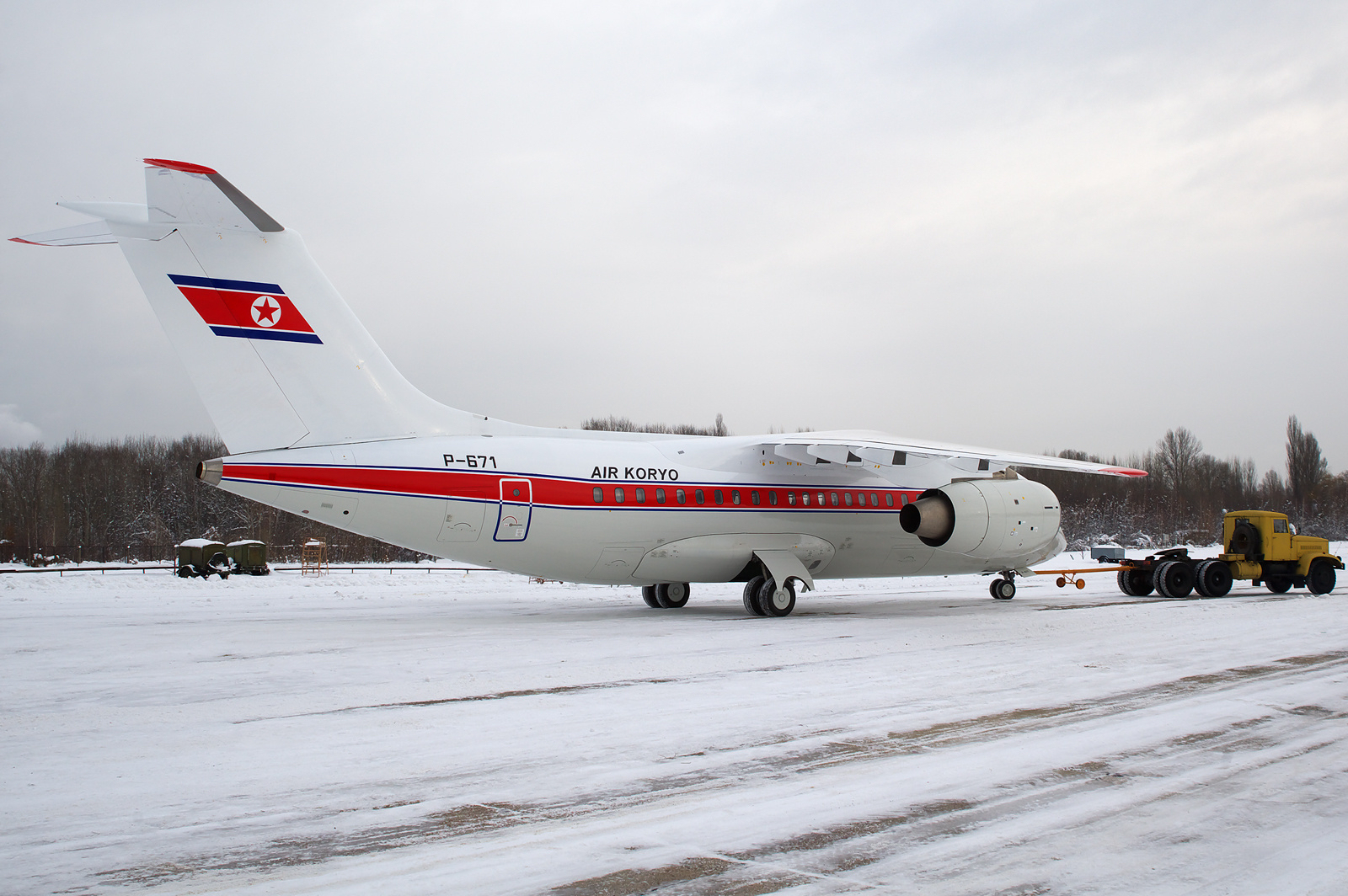
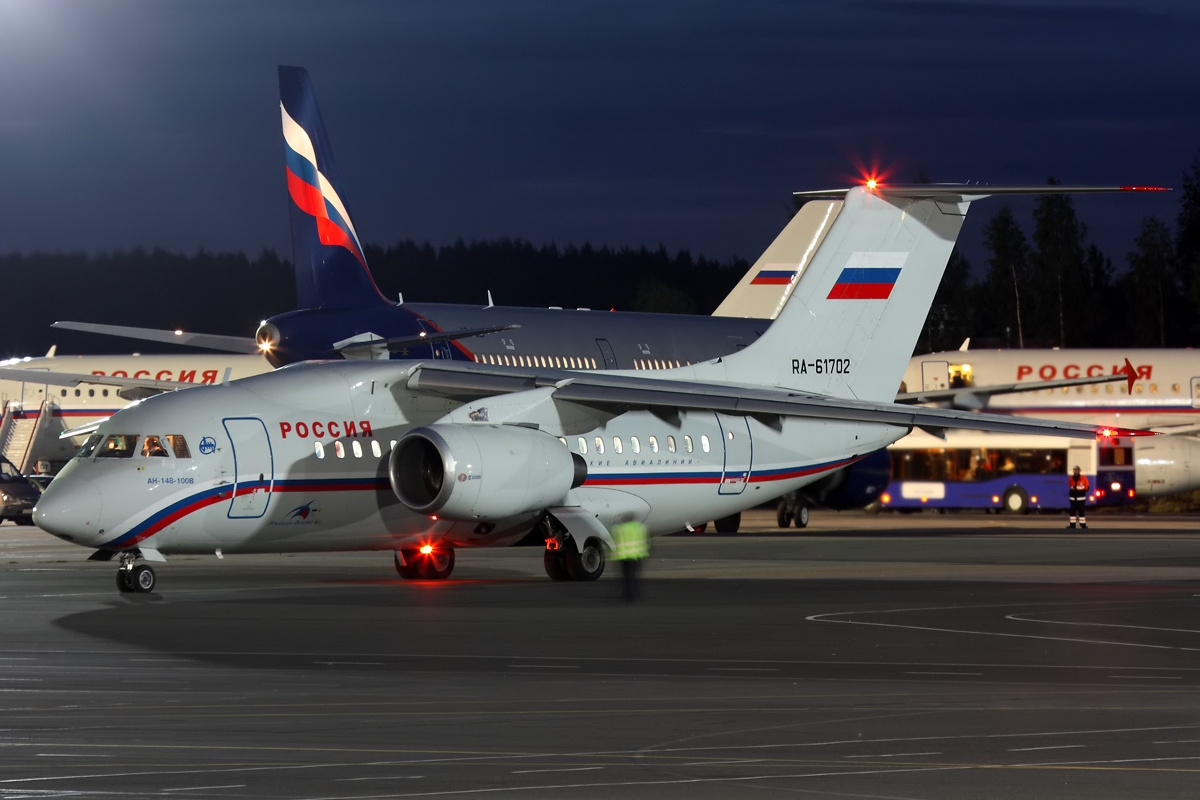
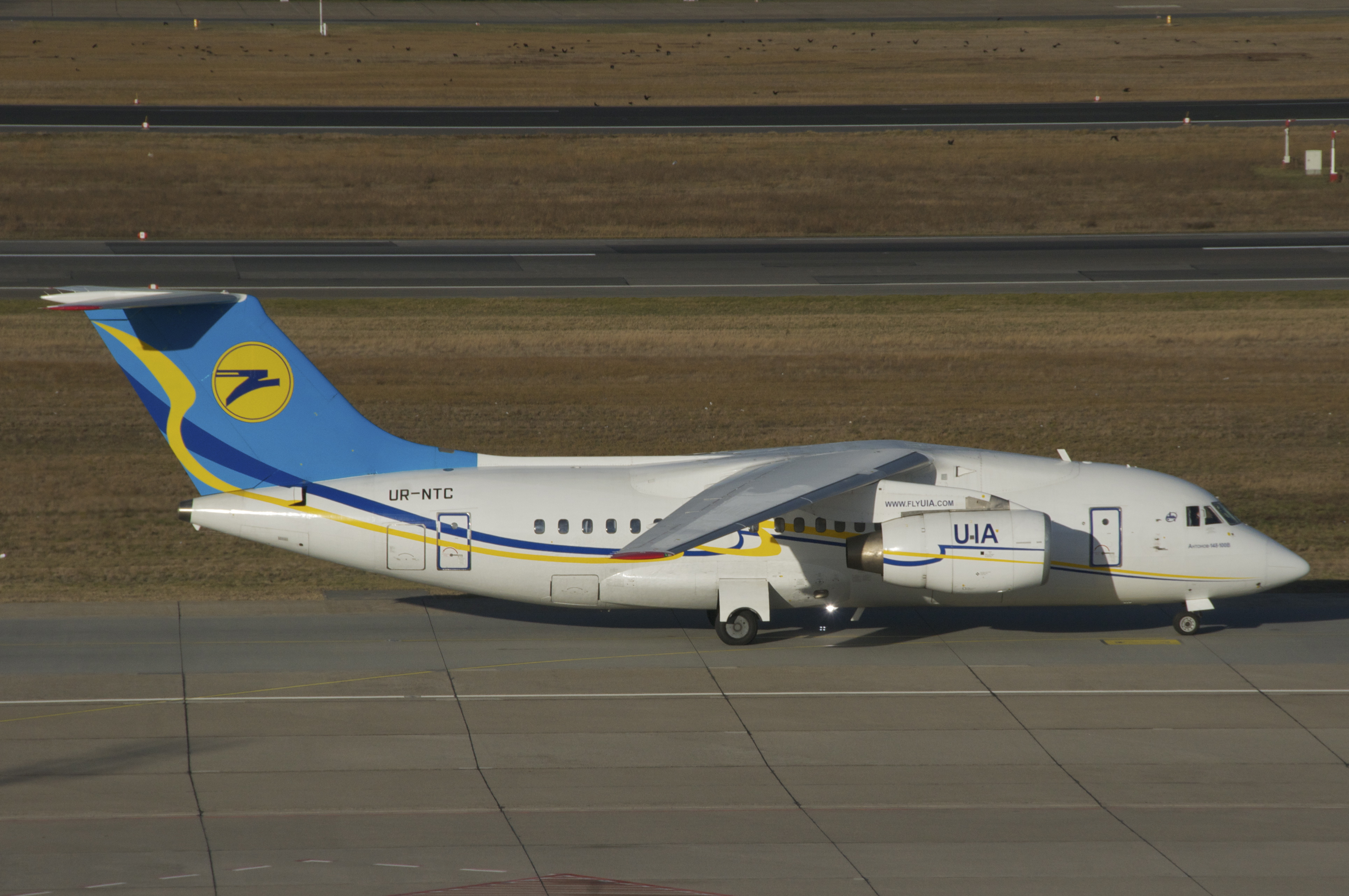